# پینوکیو (فیلم ۱۹۶۷)
«پینوکیو» (انگلیسی: Pinocchio) یک فیلم محصول سینمای آلمان شرقی است که در سال ۱۹۶۷ منتشر شد.
این اثر در فوریه ۱۹۶۹ در ایالات متحده نیز منتشر شد.